# 斑紋疣皮醜鮋
斑紋疣皮醜鮋，為輻鰭魚綱鮋形目鮋亞目奇矮鮋科的其中一種，為溫帶海水魚，分布於澳洲南部海域，體長可達21公分，棲息在沿岸淺水域，生活習性不明。
其种加词“maculatus”意为“有斑纹的”。